# Shīr Kandī
Shīr Kandī (persiska: Shīr Kadeh, شیر کندی) är en ort i Iran.   Den ligger i provinsen Gilan, i den nordvästra delen av landet, 200 km nordväst om huvudstaden Teheran. Shīr Kandī ligger 1 311 meter över havet och antalet invånare är 242.
Terrängen runt Shīr Kandī är bergig åt sydväst, men åt nordost är den kuperad. Runt Shīr Kandī är det ganska glesbefolkat, med 45 invånare per kvadratkilometer. Närmaste större samhälle är Rostamābād, 19,4 km nordväst om Shīr Kandī. Trakten runt Shīr Kandī består till största delen av jordbruksmark.